# Vazneh
Vazneh (persiska: وَزنِه, وزنه) är en ort i Iran.   Den ligger i provinsen Västazarbaijan, i den nordvästra delen av landet, 600 km väster om huvudstaden Teheran. Vazneh ligger 1 589 meter över havet och antalet invånare är 460.
Terrängen runt Vazneh är kuperad åt nordväst, men åt sydost är den platt. Runt Vazneh är det ganska tätbefolkat, med 108 invånare per kvadratkilometer. Närmaste större samhälle är Naqadeh, 14,8 km söder om Vazneh. Trakten runt Vazneh består i huvudsak av gräsmarker.